# Chantal Malherbe
Chantal Therese Elise Malherbe (París, 25 de junio de 1954–Rueil-Malmaison, 28 de agosto de 2010) fue una deportista francesa que compitió en triatlón.
Ganó una medalla de bronce en el Campeonato Europeo de Triatlón de 1987 y una medalla de bronce en el Campeonato Europeo de Triatlón de Media Distancia de 1986.

## Palmarés internacional
| Campeonato Europeo | Campeonato Europeo | Campeonato Europeo | Campeonato Europeo |
| Año                | Lugar              | Medalla            | Prueba             |
| ------------------ | ------------------ | ------------------ | ------------------ |
| 1987               | Marsella (Francia) | Medalla de bronce  | Individual         |

| Campeonato Europeo | Campeonato Europeo   | Campeonato Europeo | Campeonato Europeo |
| Año                | Lugar                | Medalla            | Prueba             |
| ------------------ | -------------------- | ------------------ | ------------------ |
| 1986               | Brasschaat (Bélgica) | Medalla de bronce  | Individual         |